# سرخو قهوه‌ای
سرخو قهوه‌ای (نام علمی: (Lutjanus rivulatus (Cuvier،۱۸۲۸) نوعی ماهی از خانواده سرخوماهیان است.
وسایل صید آن قلاب دستی، گرگور، تو رگوشگیر و ترال کف است.

## مشخصات
اندازه بدن آن حداکثر ۶۵ سانتیمتر و به‌طور میانگین تا ۳۵ سانتیمتر می‌رسد.
بدن مرتفع، دارای لبهای بزرگ و گوشتالو، فکین دارای دندانهای ریز، باله پشتی دارای ۱۰ شعاع سخت و ۱۵ تا ۱۶ شعاع نرم، باله مخرجی دارای ۳ شعاع سخت و ۸ تا ۹ شعاع نرم و باله سینه‌ای بلند و کشیده می‌باشد. ردیفهای فلس بالای خط جانبی مایل و پائین خط جانبی افقی است. رنگ بدن در سطح پشتی زیتونی قهوه‌ای است که به تدریج به سمت پائین بدن برنگ صورتی متمایل به سفید می‌شود و در انواع جوان تعدادی لکه روی بدن دیده می‌شود.

## زیست‌شناسی
در آبهای کم عمق ساحلی تا عمق ۱۵۰ متر زیست می‌کند و معمولاً اطراف مناطق سنگی و صخره‌ای مرجانی نیز دیده می‌شود. تغذیه از ماهیها و سخت پوستان صورت می‌گیرد.